# Astraeus hygrometricus
Astraeus hygrometricus é um fungo que pertence ao gênero de cogumelos Astraeus na ordem Boletales.